# Sar Khelaj
Sar Khelaj (persiska: سَر خِلَج, سَر خَلَج, سرخلج) är en ort i Iran.   Den ligger i provinsen Kermanshah, i den nordvästra delen av landet, 400 km väster om huvudstaden Teheran. Sar Khelaj ligger 1 833 meter över havet och antalet invånare är 297.
Terrängen runt Sar Khelaj är lite bergig, och sluttar norrut.Runt Sar Khelaj är det ganska tätbefolkat, med 56 invånare per kvadratkilometer. Närmaste större samhälle är Deh Kabūd, 15,5 km sydost om Sar Khelaj. Trakten runt Sar Khelaj består i huvudsak av gräsmarker.